# Bückener Mühlenbach
Der Bückener Mühlenbach (regionale Bezeichnung: Bücker Mühlenbach oder Bücker Beeke) ist ein linker Nebenfluss der Weser. Er fließt ausschließlich im Bereich des Landkreises Nienburg (Niedersachsen). 

## Verlauf
Der ca. 14 km lange Bückener Mühlenbach entspringt südlich von Wietzen (Samtgemeinde Weser-Aue) und östlich der Bundesstraße 6. Er fließt dann in nördlicher Richtung durch Warpe (Samtgemeinde Grafschaft Hoya) und nimmt linksseitig erst den Burdorfer Bach und dann die Graue auf. Schließlich durchfließt er Bücken und mündet im Ortsteil Altenbücken in die Weser.